# Bactrocera abnormis
Bactrocera abnormis
 es una especie de díptero que Hardy describió por primera vez en 1982. Bactrocera abnormis pertenece al género Bactrocera de la familia Tephritidae.